# تشارلز بولارد أوليفييه
تشارلز بولارد أوليفييه (بالإنجليزية: Charles Pollard Olivier)‏ هو عالم فلك أمريكي، ولد في 10 أبريل 1884 في شارلوتسفيل في الولايات المتحدة، وتوفي في 14 أغسطس 1975.